# Hieroglyf

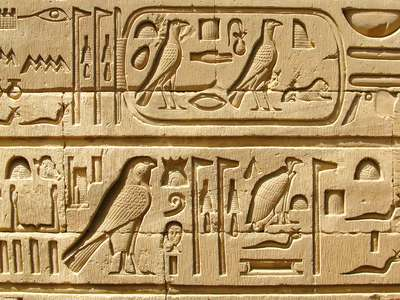
Egyptské hieroglyfy

Hieroglyf je označení řeckého původu pro znak (glyf) obrázkového písma, původně použitý pro egyptské hieroglyfy. Dnes se používá i pro další písemné systémy.

## Seznam písemných systémů
- egyptské hieroglyfy
- chetitské hieroglyfy
- krétské hieroglyfy
- mayské hieroglyfy
- olmécké hieroglyfy